# Zuidelijk Commando
Het Zuidelijk Commando (Engels: Southern Command) was een commando van de British Army.

## Geschiedenis
Het Zuidelijk Commando werd in 1905 opgericht vanuit het 2e Legerkorps en had oorspronkelijk zijn hoofdkwartier in Tidworth. Het hoofdkwartier verhuisde in 1949 naar Fugglestone Farm vlak bij Wilton in Wiltshire.
In 1939 omvatte het Zuidelijk Commando onder meer de 1e Pantserdivisie, gestationeerd in Andover, en de 3e Infanteriedivisie, gestationeerd bij Bulford.
Andere eenheden die in die tijd was ingedeeld bij het Zuidelijk Commando waren:
- 8th Royal Tank Regiment
- 9th Field Regiment, Royal Artillery
- 6th/23rd Field Battery, 12th Regiment Royal Artillery, Royal Artillery
- 3rd Medium Regiment, Royal Artillery
- 4th Anti-Aircraft Regiment, Royal Artillery
- 1st Survey Regiment, Royal Artillery
- 2nd Survey Regiment, Royal Artillery
- 2nd Searchlight Regiment, Royal Artillery

In 1972 werd het Zuidelijk Commando toegevoegd aan de HQ UK Land Forces (tot 2008 Land Command geheten).

## Bevelhebbers
De General Officers Commanding-in-Chief (bevelhebbers) van het Zuidelijk Commando waren:
- 1905 luitenant-generaal Sir Evelyn Wood
- 1905 - 1909 luitenant-generaal Sir Ian Hamilton
- 1909 - 1911 luitenant-generaal Sir Charles Douglas
- 1912 - 1914 luitenant-generaal Sir Horace Smith-Dorrien
- 1914 - 1916 luitenant-generaal Sir William Pitcairn Campbell
- 1916 - 1919 luitenant-generaal Sir Henry Sclater
- 1919 - 1922 luitenant-generaal Sir George Harper
- 1923 - 1924 luitenant-generaal Sir Walter Norris Congreve
- 1924 - 1928 luitenant-generaal Sir Alexander Godley
- 1928 - 1931 luitenant-generaal Sir Archibald Montgomery-Massingberd
- 1931 - 1933 luitenant-generaal Sir Cecil Romer
- 1933 - 1934 luitenant-generaal Sir Percy Radcliffe
- 1934 - 1938 luitenant-generaal Sir John Burnett-Stuart
- 1938 - 1939 luitenant-generaal Sir Archibald Wavell
- 1939 luitenant-generaal Sir Alan Brooke
- 1939 - 1940 luitenant-generaal Sir Bertie Fisher
- juli 1940 - november 1940 luitenant-generaal Sir Claude Auchinleck
- december 1940 - februari 1942 luitenant-generaal Sir Harold Alexander
- 1942 - 1944 luitenant-generaal Sir Henry Loyd
- 1944 luitenant-generaal Sir William Duthie Morgan
- 1945 luitenant-generaal Sir Sidney Kirkman
- 1945 - 1947 luitenant-generaal Sir John Crocker
- 1947 - 1948 luitenant-generaal Sir John Harding
- 1949 - 1952 luitenant-generaal Sir Ouvry Lindfield Roberts
- 1952 - 1955 luitenant-generaal Sir Ernest Down
- 1955 - 1958 luitenant-generaal Sir George Erskine
- 1958 - 1961 luitenant-generaal Sir Nigel Poett
- 1961 - 1963 luitenant-generaal Sir Robert Bray
- 1964 - 1966 luitenant-generaal Sir Kenneth Darling
- 1966 - 1968 luitenant-generaal Sir Geoffrey Baker
- 1968 luitenant-generaal Sir John Mogg
- 1968 - 1969 luitenant-generaal Sir David Peel Yates
- 1969 - 1971 luitenant-generaal Sir Michael Carver
- 1971 - 1972 luitenant-generaal Sir Basil Eugster